# Slåtterbroking
Slåtterbroking (Panaeolina foenisecii) är en svampart som först beskrevs av Christiaan Hendrik Persoon, och fick sitt nu gällande namn av René Charles Maire 1933. Enligt Catalogue of Life ingår Slåtterbroking i släktet Panaeolina, ordningen Agaricales, klassen Agaricomycetes, divisionen basidiesvampar och riket svampar, men enligt Dyntaxa är tillhörigheten istället släktet Panaeolina, familjen Bolbitiaceae, ordningen Agaricales, klassen Agaricomycetes, divisionen basidiesvampar och riket svampar. Arten är reproducerande i Sverige. Inga underarter finns listade i Catalogue of Life.

## Källor

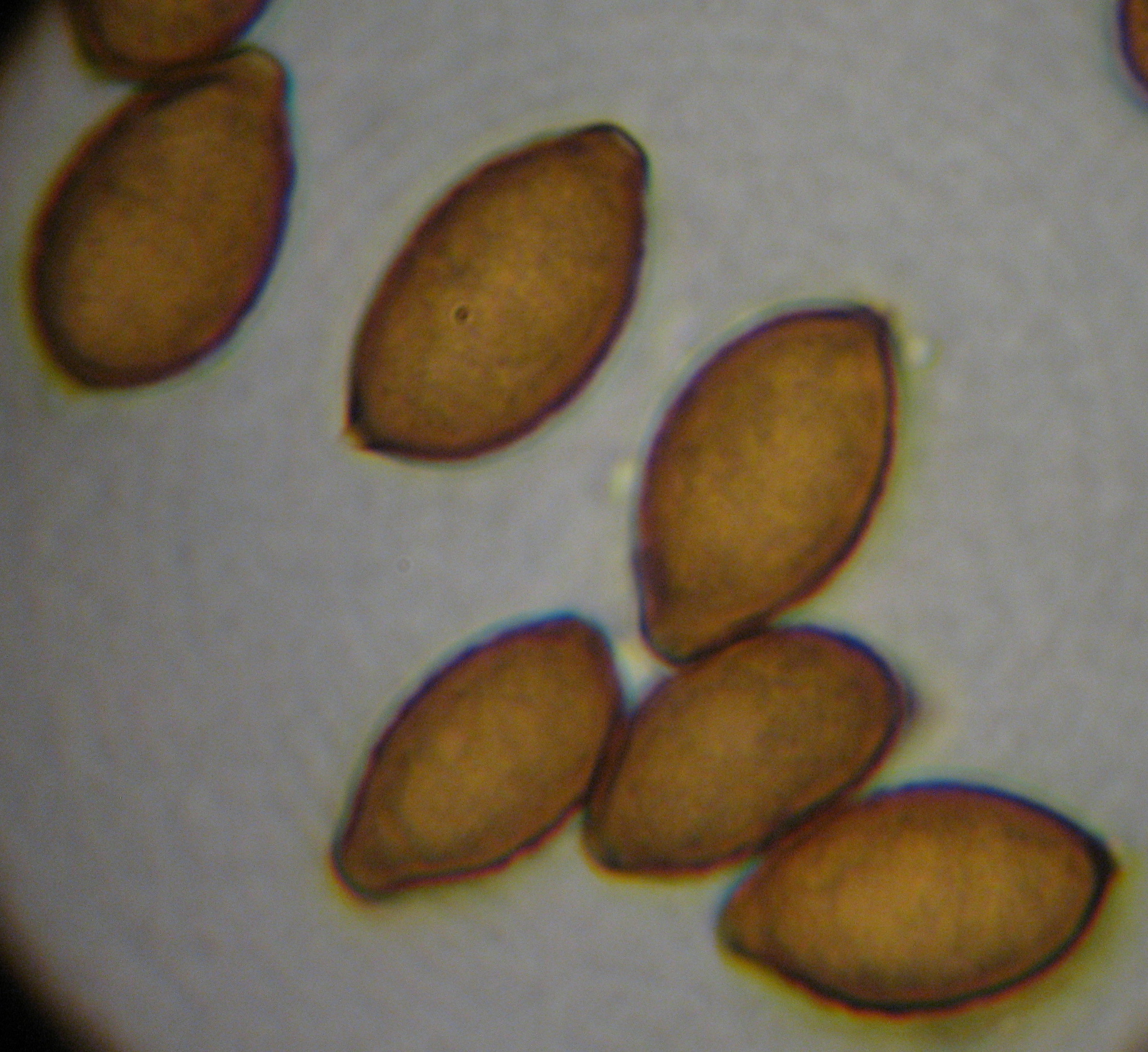
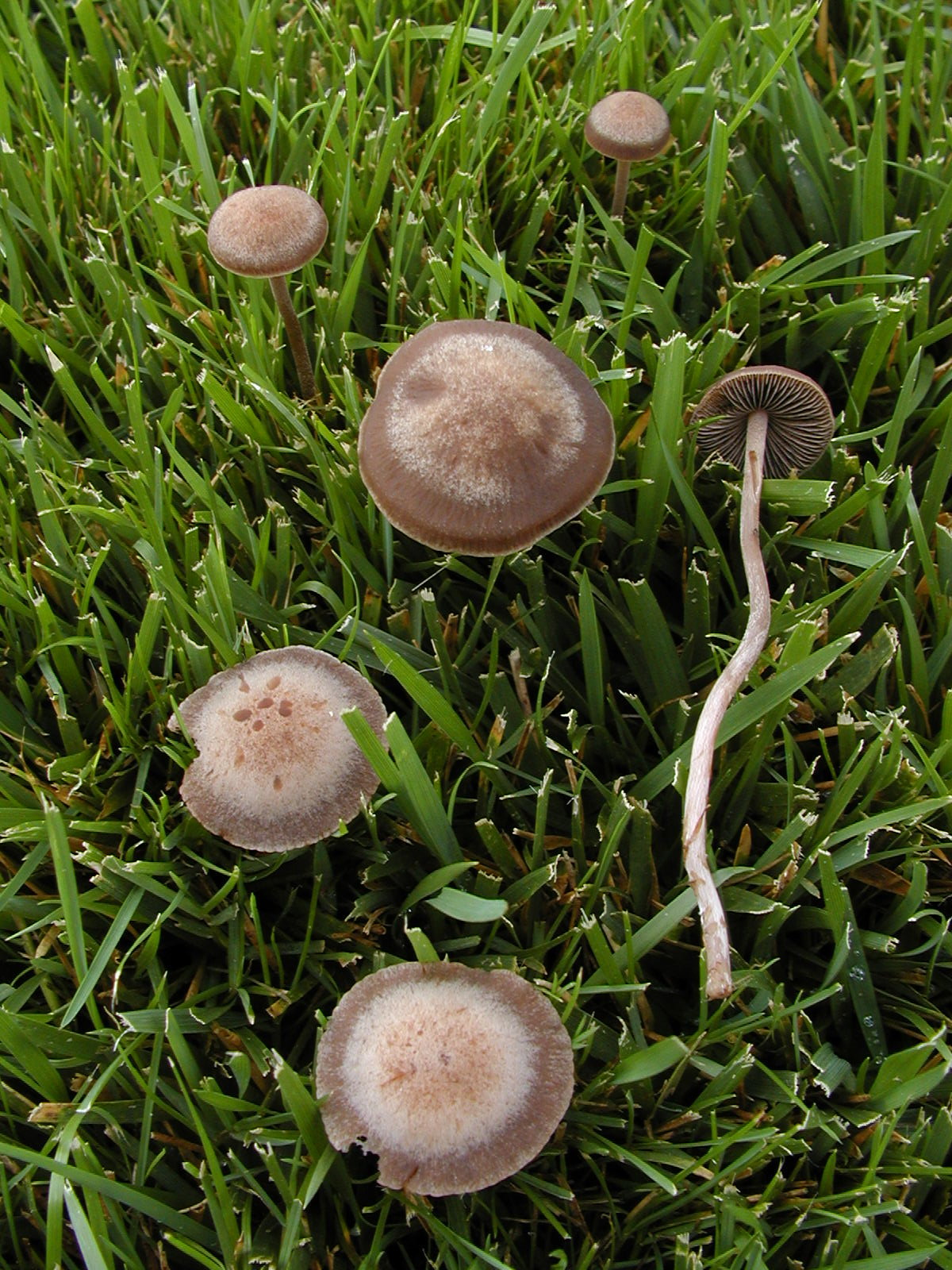